# Laurent Lafaurie de Monbadon
Laurent Lafaurie, comte de Monbadon, né à Bordeaux le 3 août 1757, mort le 29 décembre 1841 à Bordeaux, est un militaire  et un homme politique français des XVIIIe et XIXe siècles.

## Biographie
Il naît à Bordeaux le 3 août 1757, fils de Christophe de Lafaurie de Monbadon, écuyer, comte de Montcassin, et de demoiselle J.-A. de Lalande. 
Il suit la carrière des armes : sous-lieutenant au Régiment de Dauphin-Cavalerie en 1772, capitaine au Régiment de Royal-Piémont Cavalerie en 1777, mestre de camp en second au Régiment d'Auvergne-Infanterie le 1er janvier 1784 et enfin colonel de ce régiment en 1788.
En 1789, il est membre des assemblées de la noblesse de Bordeaux et d'Albret. Durant la Terreur, il est arrêté et emprisonné comme noble le 13 floréal an II (2 mai 1794). Cependant la chute de Robespierre le 9 thermidor an II (27 juillet 1794) entraîne sa libération et la restitution de tous ses biens.
Il fait la plus grande partie des campagnes de la Révolution et de l'Empire.
Il est conseiller général de la Gironde du 1er thermidor an VIII (20 juillet 1800) à 1807.
Il est nommé maire de Bordeaux le 14 septembre 1805 et le reste jusqu'en 1809, date de sa nomination au Sénat conservateur. Il administre avec zèle la ville, fait fermer les maisons de jeux, et avec le concours de l'archevêque (Charles François d’Aviau du Bois de Sansay), établit six écoles gratuites sous la direction des Frères des Écoles chrétiennes.
Il est décoré le 28 avril 1806, est créé chevalier de l'Empire le 22 novembre 1808 puis comte de l'Empire le 25 mars 1809 (avec majorat à partir du 28 octobre 1811).
En novembre 1807, il est élu candidat au sénat conservateur par le collège électoral de la Gironde.
En 1808, il est gouverneur du palais impérial à Bordeaux lorsqu'il est nommé membre du Sénat conservateur le 6 mars 1809.
En 1811, il est fait colonel d'infanterie.
Lors de la Première Restauration, à la création de la Chambre des pairs le 4 juin 1814, il est fait pair de France, et est fait chevalier de Saint-Louis le 30 août la même année.
Promu maréchal de camp (équivalent au grade actuel de général de brigade) le 10 mars 1815, il se tient à l'écart pendant les Cent-Jours, ce qui lui vaut de retrouver son fauteuil à la Chambre des pairs lors de la Seconde Restauration. Il y vote la mort pour le maréchal Ney lors de son procès. 
De 1818 à 1829, puis de 1831 à 1833, il siège à nouveau au conseil général de la Gironde, qu'il préside de 1818 à 1827. En 1820, il préside de même le collège électoral du département. Il contribue par son influence à la construction du beau pont de Cubzac-les-Ponts en 1834. Il possédait le domaine du château Terrefort (aujourd'hui Terrefort-Quancard), hérité de son épouse Rosalie Chaperon de Terrefort.
Il est commandeur de la Légion d'honneur en 1821, puis Grand Officier en 1824.
Il meurt le 29 décembre 1841 à Bordeaux.

## Titres
- Chevalier Lafaurie Monbadon et de l'Empire (à la suite du décret du 28 avril 1806 le nommant membre de la Légion d'honneur, lettres patentes du 22 novembre 1808, Burgos) ;
- Comte Lafaurie Monbadon et de l'Empire (lettres patentes du 25 mars 1809, Paris) ;
- Institution de majorat attaché au titre de comte (décret du 6 septembre 1811, lettres patentes du 31 octobre 1811, signées à Amsterdam) ;
- Pair de France[3],[4] :
  - Pair « à vie » par l'ordonnance du 4 juin 1814,
  - Titre de comte-pair « à vie » le 31 août 1817, (lettres patentes du 8 janvier 1818).

## Distinctions
- Légion d'honneur[5] :
  - Légionnaire (26 avril 1808), puis,
  - Officier (6 avril 1813), puis,
  - Commandeur (1er mai 1821), puis,
  - Grand officier de la Légion d'honneur (19 août 1824) ;
- Chevalier de Saint-Louis (30 août 1814).

## Armoiries
| Figure | Blasonnement |
|        | Armes du chevalier Lafaurie Monbadon et de l'Empire Tiercé en fasce d'or, de gueules & d'azur, l'or aux trois étoiles de sinople posées en fsace ; le gueules au signe des chevaliers ; l'azur au léopard grimpant d'or., - Livrées : rouge, blanc et verd ; le verd dans les bordures seulement |
|        | Armes du comte Lafaurie Monbadon et de l'Empire Coupé, le premier parti des comtes sénateurs et d'or aux trois étoiles de sinople en fasce, le deuxième d'azur au léopard grimpant d'or., - Livrées : couleurs de l'écu, le verd en bordure seulement                                            |
|        | Armes du comte de Lafaurie de Monbadon, pair de France, Coupé: au 1, d'or, à trois étoiles rangées de sinople; au 2, d'azur, au léopard lionné d'or., SupportsDeux léopards lionnés. |